# 청계 요금소
청계 요금소(淸溪 料金所, Cheonggye TG)는 경기도 의왕시 안양판교로 500 (청계동)에 위치한 수도권제1순환고속도로 본선 상의 요금소이다. 학의 분기점에서 성남 방향으로 약 2.2km 떨어진 지점에 있다. 1995년 7월 20일 학의 분기점에서 판교 분기점까지 구간이 개통하면서 영업을 개시했다. 2009년에 요금소 인근에 고양 방향으로 의왕청계휴게소가 개장을 하였다. 2010년 8월 23일 경기도에서 경기순환버스 노선을 신설하면서 이 버스가 정차하는 버스 정류장이 설치되었다.

## 연혁
- 1995년 7월 20일 : 서울외곽순환고속도로 학의 분기점에서 판교 분기점까지 구간 개통과 동시에 영업 개시[1]
- 2009년 일자 미상 : 고양 방향에 의왕청계휴게소 개장
- 2010년 8월 23일 : 경기순환버스 노선 신설로 요금소 도로변에 환승 정류소 설치

## 의왕청계휴게소
의왕청계휴게소(義王淸溪休憩所, Uiwang-Cheonggye Service area)는 경기도 의왕시 안양판교로 476 (청계동)에 위치한 수도권제1순환고속도로의 휴게소 (간이 휴게소)이다. 그동안 수도권제1순환고속도로에 휴게소와 같은 편의 시설이 부족하다는 지적에 따라 2009년 서울외곽순환고속도로 남부 구간에 서하남휴게소, 구리휴게소와 함께 처음으로 개장한 간이 휴게소이다. 고양 방향에만 설치되어 있다.

### 시설
- 브랜드매장 : 세븐일레븐 (편의점), 엔제리너스 (커피숍), 카페베네 (커피숍), SC제일은행 (365 ATM)
- 정유소 : HD현대오일뱅크 (셀프주유소)
- LPG 충전소 : 없음
- 경정비소 : 없음
- 화물휴게소 : 없음
- 대표음식 : 없음
- 북위 37° 23′ 36″ 동경 127° 01′ 20″ / 북위 37.393450°  동경 127.022158°

### 전후
- 학의 분기점 ← 의왕청계휴게소·청계 요금소 ← 판교 분기점
- 시흥하늘휴게소 ← 의왕청계휴게소·청계 요금소 ← 서하남휴게소

## 교통량 정보
| 요금소        | 통행량 (대/일) | 통행량 (대/일) | 통행량 (대/일) | 통행량 (대/일) | 통행량 (대/일) | 통행량 (대/일) | 통행량 (대/일) | 통행량 (대/일) | 통행량 (대/일) | 통행량 (대/일) | 각주  |
| 요금소        | 2001년         | 2002년         | 2003년         | 2004년         | 2005년         | 2006년         | 2007년         | 2008년         | 2009년         | 2010년         | 각주  |
| ------------- | -------------- | -------------- | -------------- | -------------- | -------------- | -------------- | -------------- | -------------- | -------------- | -------------- | ----- |
| 청계 (개방식) | 125,047        | 141,329        | 147,967        | 151,545        | 157,416        | 164,037        | 171,199        | 163,450        | 166,450        | 167,837        | [ 2 ] |
| 요금소        | 2011년         | 2012년         | 2013년         | 2014년         | 2015년         | 2016년         | 2017년         | 2018년         | 2019년         |                | [ 2 ] |
| 청계 (개방식) | 168,012        | 167,465        | 170,074        | 172,263        | 178,260        | 179,960        | 175,939        | 164,208        | 169,920        |                | [ 2 ] |